# Peta bolezen
Peta bolezen, peta otroška bolezen ali infekcijski eritem (erythema infectiosum) je najpogostejša posledica okužbe s parvovirusom B19, pri kateri neznačilnemu kratkotrajnemu vročinskemu obdobju s kašljem, bolečinami v mišicah in konjunktivitisom sledi po krajšem presledku nenaden pojav izpuščaja na obrazu, ki je rdečkast, z dvignjenimi robovi, po nekaj dnevih pa še izbruh makulopapuloznega izpuščaja po telesu in udih. Bolezen se vsakih nekaj let pojavlja v manjših epidemijah, predvsem med otroki. Inkubacijska doba je 6 do 14 dni. Prvotne rahlo dvignjene, neostro omejene ali obročaste rdeče spremembe na koži trajajo le kak dan. Telesna temperatura je lahko zmerno povišana. Kasneje se pojavijo rdečine v obliki obročev tudi po notranji strani nadlahti in podlahti. Spremembe po približno enem tednu izginejo. Za bolezen ni posebnega zdravljenja, priporoča se mirovanje in opazovanje bolnika. Prebolela okužba zapušča trajno imunost.

## Znaki in simptomi
Inkubacijska doba traja 6 do 14 dni. Po dveh do štirih dneh splošnega slabega počutja, vročine in potenja se pojavi značilna nekoliko dvignjena rdečina na licih, imenovana sindrom oklufotanih lic. Po enem do dveh dneh se na vratu pojavijo vzbrsti na koži s spremenjeno pigmentacijo (makule), ki se širijo na ude. Izpuščaj traja 10 do 14 dni in postane mrežast ter modrikasto bled. Sluznice praviloma niso prizadete. Pri 10 do 30 % bolnikov se pojavijo tudi bolečine ali vnetje v sklepih; običajno so prizadeti sklepi zapestja in prstov rok. Izjemoma se lahko pojavijo hepatitis, meningitis, vnetje srčne mišice, vaskulitis in nefritis. Zaradi prehodne zavore eritropoeze (tvorbe rdečih krvničk), ki traja do deset dni, se lahko pojavi prehodna aplastična kriza, ki zahteva transfuzijo koncentriranih rdečih krvničk.
Bolezen praviloma mine samoodsebno v enem v dveh tednih in poteka brez zapletov. Pri osebah z okrnjenim imunskim sistemom, ki niso sposobne odstraniti virusa iz kostnega mozga, lahko nastane trajna aplastična anemija.

## Prenašanje
Povzročitelj pete bolezni se prenaša zlasti z izločki dihal, kot sta slina in sluz iz dihalnih poti, neposredno z osebe na osebo ali preko stika z okuženo krvjo (na primer s transfuzijo) ter matere na otroka. Bolnik je najbolj kužen pred izbruhom simptomov. Najbolj izpostavljeni okužbi so šoloobvezni otroci, oskrbniki v dnevnem varstvu, učitelji in starši mlajših otrok. Po pojavu simptomov je tveganje za prenos bolezni nizko, zato osamitev bolnika ni potrebna.
V primeru okužbe matere je možnost vertikalnega prenosa okužbe na plod velika in znaša od 33 do 51 %, vendar pri veliki večini se kljub prenosu okužbe na plod nosečnost konča normalno.

## Okužba ploda
Tveganje za klinično izražene posledice na plodu pri vertikalni okužbi ocenujejo na približno 10 %. Tveganje za plod je odvisno od njegove gestacijske starosti v času okužbe. Največje tveganje za plod predstavlja okužba nosečnice v prvih 20 tednih nosečnosti, zlasti med desetim in dvajsetim tednom, kar sovpada z večjim razvojem prekurzorjev rdečih krvničk. Pri plodu se lahko pojavita huda slabokrvnost in plodova vodenica (fetalni hidrops), lahko pa pride tudi do nevroloških poškodb ali celo smrti ploda.
Neimunska plodova vodenica je najpogostejši zaplet okužbe med nosečnostjo in se pojavi v 0,9 do 23 % okužb. V Sloveniji je letno okoli 150 okužb pri nosečnicah, 75 jih okužbo prenese na plod, pri katerem se v okoli 10 % okužba izrazi s pojavom neimunskega hidropsa (torej okoli 8 primerov letno).

## Epidemiologija
Okužbe s parvovirusom B19 so razširjene po vsem svetu, najpogosteje pa se pojavijo spomladi. Epidemije se vrstijo na 2 do 3 leta in trajajo 3 do 6 mesecev. Razširjenost specifičnih protiteles proti parvovirusu B19 razreda IgG je odvisna od starosti in znaša 2 do 15% v starosti 1–5 let, 15 do 60 % v starosti 5–19 let ter 30 do 60 % v odrasli dobi.

## Zdravljenje
Protivirusnih zdravil, učinkovitih proti peti bolezni, ne poznamo. Pri sklepnih težavah bolečine ublažijo protibolečinska zdravila, bolniki z okrnjeno imunostjo pa prejmejo imunoglobuline, ki upočasnijo ali zaustavijo razmnoževanje virusa.